# Vaillant
Vaillant é uma comuna francesa na região administrativa de Grande Leste, no departamento de Haute-Marne. Estende-se por uma área de 7,5 km². Em 2010 a comuna tinha 43 habitantes (densidade: 5,7 hab./km²).